# Mickey, Donald, Goofy: Trzej muszkieterowie
(Mickey, Donald, y Goofy:  Los Tres MosqueterosTrzej muszkieterowie) Mickey, Donald, Goofy: The Three Musketeers, 2004) – amerykański animowany film komediowy płaszcza i szpady powstały na podstawie powieści Trzej muszkieterowie Aleksandra Dumasa, ojca. Film wyprodukował DisneyToon Studios, w rolach głównych Myszka Miki, Disney Junior Donald Goofy.

## Obsada głosowa
- Wayne Allwine – Myszka Miki
- Tony Anselmo – Kaczor Donald
- Bill Farmer – Goofy
- Russi Taylor – Minnie
- Tress MacNeille – Daisy
- Jim Cummings – Pete
- April Winchell – Klarabella
- Rob Paulsen – Trubadur

## Wersja polska
Opracowanie wersji polskiej: Start International Polska

Reżyseria: Joanna Wizmur

Dialogi polskie: Bartosz Wierzbięta

Teksty piosenek: Marek Robaczewski

Kierownik muzyczny: Marek Klimczuk

Wystąpili:
- Kacper Kuszewski – Myszka Miki
- Jarosław Boberek – Kaczor Donald
- Krzysztof Tyniec – Goofy
- Beata Wyrąbkiewicz – Myszka Minnie
- Elżbieta Jędrzejewska – Kaczka Daisy
- Sławomir Orzechowski – Pete
- Agnieszka Fatyga – Klarabella
- Jarosław Domin –  pierwszy Brat Be
- Jan Kulczycki – drugi Brat Be
- Piotr Zelt – trzeci Brat Be
- Tomasz Steciuk – Trubadur

oraz:
- Mariusz Cyciura
- Izabela Gala
- Jolanta Kaczyńska-Lechnio
- Sławomir Kaszuba
- Janusz Kazanecki
- Maria Kucharska
- Agnieszka Piotrowska
- Katarzyna Pysiak
- Roman Wawreczko
- Małgorzata Wójcik

Piosenki śpiewają:
- „Jeden za wszystkich, wszyscy za jednego” – Tomasz Steciuk
- „A – bo jestem Asem” – Sławomir Orzechowski
- „Szczenięca miłość” – Tomasz Steciuk
- „To właśnie miłość” – Tomasz Steciuk
- „Królem pragnę być!” – Sławomir Orzechowski
- „Habanera” – Agnieszka Fatyga i Krzysztof Tyniec
- „Koniec” – Tomasz Steciuk
- „Finał” – Jarosław Boberek, Tomasz Steciuk, Krzysztof Tyniec, Jacek Bończyk